# Ficus scabra
Ficus scabra är en mullbärsväxtart som beskrevs av Forst. f.. Ficus scabra ingår i släktet fikonsläktet, och familjen mullbärsväxter. Inga underarter finns listade i Catalogue of Life.